# Agonum longicorne
Agonum longicorne — вид жужелиц из подсемейства Platyninae. Обитают на юге Украины и европейской части России, на Кавказе, также на территории Болгарии и Турции.

## Описание
Жук длиной от 7 до 8 мм, узкий, чёрный без металлического блеска. Боковые края переднеспинки просвечивают красным, по крайней мере в задней части. Первый сегмент усиков и эпиплевры красноватые.